# 蒋少涌
蒋少涌（1964年12月—），男，湖南湘潭人，中国地质学家，中国共产党党员。教育部首批长江学者特聘教授。曾任任南京大学特聘教授、中国地质大学教授。主要从事从事矿床学和地球化学研究。

## 生平
1984年6月就读于北京大学地质系岩矿及地化专业，获学士学位。1984年7月至1987年6月就读于北京大学地质系地球化学专业，获硕士学位。1987年7月至1992年8月，在北京中国地质科学院矿床地质研究所任助理研究员。1992年9月至1996年4月就读于英国布里斯托大学地质系地球化学专业，获博士学位。1996年5月至1999年5月在德国马普化学研究所任博士后洪堡研究员。
1999年6月任南京大学特聘教授。2013年5月任中国地质大学（武汉）任教授、博士生导师